# Rezerwat przyrody Łoś
Rezerwat przyrody Łoś – leśny rezerwat przyrody położony w całości w gminie Prażmów w Uroczysku Łoś (powiat piaseczyński, województwo mazowieckie). Wchodzi w skład Chojnowskiego Parku Krajobrazowego. Leży na terenie Nadleśnictwa Chojnów, przy drodze łączącej miejscowości Łoś i Piskórka.
Został powołany Zarządzeniem Ministra Ochrony Środowiska i Zasobów Naturalnych z dnia 11 maja 1989 roku (M.P. z 1989 r. nr 17, poz. 120) na powierzchni 11,02 ha.
Przedmiotem ochrony jest fragment lasu o charakterze naturalnego grądu z wielogatunkowym, dorodnym drzewostanem oraz bogatym podszytem i runem. W drzewostanie przeważa dąb szypułkowy z domieszką brzozy brodawkowatej, osiki, sosny i graba. Warstwę podszytu tworzą m.in.: kruszyna pospolita, dereń, trzmielina, świerk pospolity, wiąz polny i wiąz szypułkowy. Do ciekawszych roślin runa leśnego należą objęte ochroną częściową listera jajowata, podkolan biały i kruszczyk szerokolistny, a z gatunków bardziej pospolitych: konwalijka dwulistna, konwalia majowa, gwiazdnica pospolita, niecierpek pospolity czy przytulia wonna.